# Gabriele M. Walther
Gabriele M. Walther (* 20. Jahrhundert) ist eine deutsche Filmproduzentin und Drehbuchautorin.

## Leben
Gabriele M. Walther studierte bis 1985 an der Hochschule für Fernsehen und Film München. 1986 gründete sie die Caligari Film, der sie als Geschäftsführerin und Gesellschafterin vorsteht. Ab 1999 produzierte sie die Sitcom Hausmeister Krause – Ordnung muss sein. Es folgten eine Reihe von Zeichentrick/Animations-Produktionen wie Felix (2005), Der Mondbär (ab 2007), Prinzessin Lillifee (ab 2009) und Ritter Rost (ab 2013). Für ihre Produktionen wurde sie mehrmals mit dem Kinder-Medienpreis Der weiße Elefant ausgezeichnet.
Gabriele M. Walther setzt sich für die Förderung und Interessen von Frauen in der Filmbranche ein. So initiierte sie eine Produzentinnenstudie und im Jahr 2018 das Mediva-Netzwerktreffen, bei dem Entscheiderinnen der Medienbranche zusammengebracht werden.

## Filmografie (Auswahl)

### Produzentin
- 1999: Das Klassenbuch (Dokumentarfilm)
- 1999–2010: Hausmeister Krause – Ordnung muss sein (Fernsehserie, 80 Folgen)
- 2005: Siegfried
- 2007–2011: Der Mondbär (Zeichentrickserie, ? Folgen)
- 2011: Hell
- 2011: Prinzessin Lillifee und das kleine Einhorn
- 2012: Prinzessin Lillifee (Zeichentrickserie, 26 Folgen)
- 2013: Ritter Rost – Eisenhart und voll verbeult
- 2014: Seitensprung
- 2014: Der kleine Drache Kokosnuss (Animationsfilm)

### Drehbuchautorin
- 1999: Hausmeister Krause – Ordnung muss sein (Fernsehserie, 4 Folgen)
- 2005: Felix – Ein Hase auf Weltreise (Zeichentrickfilm)
- 2007–2011: Der Mondbär (Zeichentrickserie, ? Folgen)
- 2008: Der Mondbär – Das große Kinoabenteuer
- 2011: Prinzessin Lillifee und das kleine Einhorn
- 2013: Ritter Rost – Eisenhart und voll verbeult
- 2014: Der kleine Drache Kokosnuss (Animationsfilm)
- 2020: Pan Tau (Fernsehserie, 9 Folgen)
- 2021: Mich hat keiner gefragt
- 2021: The Drag and Us (Fernsehserie, 5 Folgen)

## Auszeichnungen
- 2025: Carl Laemmle Produzentenpreis[2]